# Цорн, Елена Николаевна
Еле́на Никола́евна Цорн (род.1942) — советская и российская актриса театра и кино; почётный работник культуры г. Москвы; играла в Большом Театре, театре «Глас», Театре Луны.

## Биография
Елена Николаевна Цорн родилась 6 декабря 1942 года. 

1971 год — окончила курсы повышения квалификации при ГИТИСе «Спутник» (курс Н. Тарасова и Шатина).

### Творчество
- 1965 - 1993 г. —  артистка Большого Театра.
- 1993 - 1995 г. —  актриса Театра «Глас».
- 1996 - 1999 г. —  помощник художественного руководителя Ю.Г. Штрауса в Московском театре Комедии.
- 1999 - 2017 г. — помощник художественного руководителя под руководством С.Б. Проханова[3] в театре «Луны».
- Актриса «Театра одного актёра» под руководством Л.В. Цукасовой. Спектакли на основе русской классики по произведениям Ф.Тютчева, М.Горького, А.Чехова, Н.Лескова, Н.Гоголя и других.

### Роли в кино
| Год  |   | Название                     | Роль                          |
| ---- | - | ---------------------------- | ----------------------------- |
| 2012 | с | «Карпов»                     | соседка                       |
| 2010 | ф | «Погоня за тенью»            | Ольга Степановна, тётка Ивана |
| 2010 | ф | «На солнечной стороне улицы» | Зинаида Антоновна             |
| 2008 | ф | «Братья-детективы»           | Имя персонажа не указано      |
| 2008 | с | «Адвокат-5»                  | судья                         |
| 2007 | с | «Адвокат-3»                  | судья                         |
| 2006 | с | «Врачебная тайна»            | Федосеева                     |
| 2005 | с | «Адвокат-2»                  | судья                         |
| 1981 | ф | «Сильва»                     | эпизод                        |
| 1975 | ф | «Под крышами Монмартра»      | эпизод (нет в титрах)         |
| 1965 | ф | «Город мастеров»             | эпизод                        |

### Награды
2011 — Почётное звание «Почётный работник культуры города Москвы» (Помощник художественного руководителя Государственного бюджетного учреждения культуры города Москвы «Московский театр «Театр Луны».